# Бражко Володимир Володимирович
Володимир Володимирович Бражко (нар. 23 січня 2002, Запоріжжя, Україна) — український футболіст, опорний півзахисник київського «Динамо». Бронзовий призер молодіжного чемпіонату Європи 2023 у складі збірної України U-21.

## Клубна кар'єра
Народився в Запоріжжі. Вихованець футбольної школи місцевого «Металурга», у 2016 році перебрався до академії київського «Динамо». З 2019 року грав за юнацьку команду (U-19) столичного клубу, а починаючи з сезону 2019/20 років почав залучатися ще й до матчів молодіжної (U-21) команди киян. Виступав у складі «Динамо» в Юнацькій лізі УЄФА, в якій дебютував 14 вересня 2021 року в переможному (4:0) поєдинку 1-го туру групового етапу проти лісабонської «Бенфіки». Володимир вийшов на поле в стартовому складі, на 65-й хвилині відзначився голом з пенальті, а на 90-й хвилині його замінив Дмитро Мельніченко. У сезоні 2021/22 років зіграв 7 матчів та відзначився 3-ма голами в Юнацькій лізі УЄФА. На національному рівні у вище вказаному сезоні виступав за «Динамо U-19». Також залучався до товариських матчів першої команди. У футболці «Динамо» дебютував 14 квітня 2022 року в переможному (3:1) товариському виїзному поєдинку проти «Галатасарая». Бражко вийшов на поле на 82-й хвилині, замінивши Віктора Циганкова. Проте в офіційних турнірах у складі киян зіграти так і не вдалося.
18 липня 2022 року разом з одноклубниками Миколою Михайленком та Романом Вантухом відправився у 2-річну оренду до «Зорі». На офіційному рівні у футболці луганського клубу дебютував 23 серпня 2022 року в переможному (3:1) домашньому поєдинку 1-го туру Прем'єр-ліги України проти полтавської «Ворскли». Володимир вийшов на поле на 85-й хвилині, замінивши Єгора Назарину. Першим голом у складі «Зорі» відзначився 3 вересня 2022 року на 70-й хвилині переможного (3:2) домашнього поєдинку 3-го туру Прем'єр-ліги України проти київського «Динамо». Бражко вийшов на поле на 63-й хвилині, замінивши Дмитра Мишньова.

## Кар'єра в збірній
Виступав за юнацькі збірні України різних вікових категорій (U-15, U-16 та U-17).
З 2020 року викликався до молодіжної збірної України.

## Статистика

### Клубна статистика
Станом на 24 травня 2025 року
| Сезон             | Команда           | Чемпіонат         | Чемпіонат | Чемпіонат | Національний кубок | Національний кубок | Національний кубок | Континентальні кубки | Континентальні кубки | Континентальні кубки | Інші змагання | Інші змагання | Інші змагання | Усього | Усього |
| Сезон             | Команда           | Ліга              | Ігор      | Голів     | Ліга               | Ігор               | Голів              | Ліга                 | Ігор                 | Голів                | Ліга          | Ігор          | Голів         | Ігор   | Голів  |
| ----------------- | ----------------- | ----------------- | --------- | --------- | ------------------ | ------------------ | ------------------ | -------------------- | -------------------- | -------------------- | ------------- | ------------- | ------------- | ------ | ------ |
| 2022–23           | «Зоря»            | УПЛ               | 29        | 7         | —                  | —                  | —                  | ЛК                   | 0                    | 0                    | —             | —             | —             | 29     | 7      |
| 2023–24           | «Динамо»          | УПЛ               | 26        | 6         | КУ                 | 1                  | 0                  | ЛК                   | 3                    | 0                    | —             | —             | —             | 30     | 6      |
| 2024–25           | «Динамо»          | УПЛ               | 22        | 3         | КУ                 | 4                  | 1                  | ЛЧ+ЛЄ                | 5+6                  | 1+0                  | —             | —             | —             | 37     | 5      |
| Всього «Динамо»   | Всього «Динамо»   | Всього «Динамо»   | 48        | 9         | —                  | 5                  | 1                  | —                    | 14                   | 1                    | —             | 0             | 0             | 67     | 11     |
| Всього за кар'єру | Всього за кар'єру | Всього за кар'єру | 77        | 16        | —                  | 5                  | 1                  | —                    | 14                   | 1                    | —             | 0             | 0             | 96     | 18     |

### Матчі за збірну
Станом на 16 листопада 2024 року
| Дата       | Місто       | Господарі            | Результат | Гості    | Турнір                                    | Голи | Примітки |
| ---------- | ----------- | -------------------- | --------- | -------- | ----------------------------------------- | ---- | -------- |
| 21-03-2024 | Зениця      | Боснія і Герцеговина | 1 – 2     | Україна  | Відбір до ЧЄ 2024                         | -    | 81'      |
| 26-03-2024 | Вроцлав     | Україна              | 2 – 1     | Ісландія | Відбір до ЧЄ 2024                         | -    |          |
| 03-06-2024 | Нюрнберг    | Німеччина            | 0 – 0     | Україна  | товариський матч                          | -    | 64'      |
| 11-06-2024 | Кишинів     | Молдова              | 0 – 4     | Україна  | товариський матч                          | -    | 68'      |
| 17-06-2024 | Мюнхен      | Румунія              | 3 – 0     | Україна  | ЧЄ 2024 - груповий етап                   | -    | 62'      |
| 21-06-2024 | Дюссельдорф | Словаччина           | 1 – 2     | Україна  | ЧЄ 2024 - груповий етап                   | -    | 85'      |
| 26-06-2024 | Штутгарт    | Україна              | 0 – 0     | Бельгія  | ЧЄ 2024 - груповий етап                   | -    | 70'      |
| 07-09-2024 | Прага       | Україна              | 1 – 2     | Албанія  | Ліга націй УЄФА 2024—2025 - груповий етап | -    | 81'      |
| 16-11-2024 | Батумі      | Грузія               | 1 – 1     | Україна  | Ліга націй УЄФА 2024—2025 - груповий етап | -    | 80'      |
| Усього     |             | Матчів               | 9         |          | Голів                                     | 0    |          |

| Дата       | Місто            | Господарі  | Результат | Гості             | Турнір                              | Голи | Примітки |
| ---------- | ---------------- | ---------- | --------- | ----------------- | ----------------------------------- | ---- | -------- |
| 13-11-2020 | Шевкія           | Мальта     | 1 – 4     | Україна           | Кваліфікація молодіжного Євро-2021  | -    |          |
| 17-11-2020 | Ковалівка        | Україна    | 3 – 0     | Північна Ірландія | Кваліфікація молодіжного Євро-2021  | -    | 40' 87'  |
| 27-03-2021 | Анталія          | Україна    | 1 – 1     | Узбекистан        | Товариський матч                    | 1    |          |
| 29-03-2021 | Анталія          | Україна    | 2 – 3     | Словаччина        | Товариський матч                    | -    |          |
| 26-05-2021 | Київ             | Україна    | 0 – 1     | Азербайджан       | Товариський матч                    | -    | 71'      |
| 28-05-2021 | Київ             | Україна    | 0 – 2     | Узбекистан        | Товариський матч                    | -    | 46'      |
| 02-06-2021 | Стамбул          | Туреччина  | 1 – 1     | Україна           | Товариський матч                    | -    |          |
| 27-09-2022 | Бельсько-Бяла    | Україна    | 3 – 0     | Словаччина        | Кваліфікація молодіжного Євро-2023  | -    | 46'      |
| 27-03-2023 | Реджо-Калабрія   | Італія     | 3 – 1     | Україна           | Товариський матч                    | -    | 88'      |
| 16-06-2023 | Блумау-Нойрісхоф | Україна    | 2 – 2     | Ірландія          | Товариський матч                    | -    | 46'      |
| 21-06-2023 | Бухарест         | Україна    | 2 – 0     | Хорватія          | Молодіжне Євро-2023 - груповий етап | -    | 83'      |
| 24-06-2023 | Бухарест         | Румунія    | 0 – 1     | Україна           | Молодіжне Євро-2023 - груповий етап | -    | 86'      |
| 27-06-2023 | Бухарест         | Іспанія    | 2 – 2     | Україна           | Молодіжне Євро-2023 - груповий етап | -    | 63'      |
| 02-07-2023 | Клуж-Напока      | Франція    | 1 – 3     | Україна           | Молодіжне Євро-2023 - чвертьфінал   | -    |          |
| 05-07-2023 | Бухарест         | Іспанія    | 5 – 1     | Україна           | Молодіжне Євро-2023 - півфінал      | -    | 61'      |
| 08-09-2023 | Саарбрюкен       | Німеччина  | 2 – 0     | Україна           | Товариський матч                    | -    | 62' 66'  |
| 12-09-2023 | Попрад           | Україна    | 1 – 0     | Північна Ірландія | Кваліфікація молодіжного Євро-2025  | -    |          |
| 12-10-2023 | Еш-сюр-Альзетт   | Люксембург | 0 – 3     | Україна           | Кваліфікація молодіжного Євро-2025  | -    | 90'      |
| 16-10-2023 | Кошиці           | Україна    | 3 – 2     | Англія            | Кваліфікація молодіжного Євро-2025  | -    |          |
| 17-11-2023 | Мурсія           | Україна    | 4 – 0     | Люксембург        | Кваліфікація молодіжного Євро-2025  | -    | 69'      |
| 21-11-2023 | Мурсія           | Україна    | 1 – 0     | Азербайджан       | Кваліфікація молодіжного Євро-2025  | 1    |          |
| Усього     |                  | Матчів     | 21        |                   | Голів                               | 2    |          |

## Досягнення
«Динамо»:
 Чемпіон України(1): 2025
 Срібний призер чемпіонату України (1): 2024
 «Зоря»:
 Бронзовий призер чемпіонату України (1): 2023
 Молодіжна збірна України:
 Бронзовий призер молодіжного чемпіонату Європи: 2023